# Корнилово (Новосибирская область)
Корнилово — село в Болотнинском районе Новосибирской области России. Административный центр Корниловского сельсовета.

## География
Площадь села — 80 гектар

## История
Основано в 1700 г. В 1926 году состояло из 165 хозяйств, основное население — русские. В административном отношении являлся центром Корниловского сельсовета Болотнинского района Томского округа Сибирского края.

## Население
| 2002 | 2007 | 2010 |
| ---- | ---- | ---- |
| 467  | ↘464 | ↘379 |

## Инфраструктура
В селе по данным на 2007 год функционируют 1 учреждение здравоохранения, 1 образовательное учреждение.